# 王得春
王得春（1527年—？），字一元，號仁菴，山西平陽府安邑縣人，明朝政治人物。

## 生平
嘉靖三十一年（1552年）壬子科山西鄉試第三十三名。嘉靖三十五年（1556年）丙辰科進士。兵部观政，授陕西庆阳府推官，三十八年九月考选福建道試監察御史，三十九年三月實授。四十五年復除原职，巡按浙江，隆庆元年条奏四事，请求释放宫女，未得到答复。降太興縣丞，歷陞雲南僉事，隆慶五年罷歸。

## 家族
曾祖王子華；祖父王錫瓉；父王惟，封御史。母樊氏，贈孺人。兄孟春、應春、弟仲春、遇春（生员）、季春。